# 大淀音右エ門
大淀 音右エ門（おおよど おとえもん、1810年代 - 没年不明）は、現在の宮崎県東諸県郡（旧・日向国諸県郡）で竹縄部屋及び玉垣部屋に所属した元力士。本名は白坂 亀之助。身長、体重ともに不明だが体格と力量に優れていたと伝わる。最高位は西前頭5枚目。盛岡藩の抱え（1841年11月場所～1846年11月場所）であった。三ツ鱗龍八（みつうろこ りゅうはち）としての四股名が長いせいか、三ツ鱗の方が有名である。

## 人物
幼少の頃から力士を志し、数え18歳の頃から郷里の和泉屋に奉公して入門の機を窺った。1837年10月、20代の頃に初土俵（二段目）。当初は逆鉾龍八（さかほこ りゅうはち）と名乗っていた（郷里の高千穂峰の頂上に立てられた天の逆鉾にちなんで名付けたと伝わる）。1841年11月東二段目6枚目にあがり、現在でいう十枚目昇進を果たす。1843年1月、この場所より三ツ鱗（余談だが、三つ鱗は北条氏の家紋で由緒正しかった）龍八を名乗り、5勝2敗1分の優勝次点の成績を残し、翌10月場所で新入幕を果たした。入幕後は5割前後の勝率で推移したが、精悍な容貌で人気が高かった。しかし、負傷で全盛期が短く、1847年3月場所に郷里の大淀川にちなんで、大淀音右エ門と改名するも、2敗8休と白星を挙げる事ができず、この場所限りで現役引退した。
引退後は大坂相撲で世話人・三ツ鱗となった後、竹縄（5代）を名乗り年寄となった。没年など最期については不明である。
幕内通算 7場所、14勝14敗3分1無38休の成績を残した。国立国会図書館に、一陽斎豊国が描いた大淀の錦絵が現存する。
大淀引退後、宮崎県出身の幕内力士は1967年（昭和42年）1月に戸田智次郎（後、羽黒岩智一）が入幕するまで124年間出なかった。
改名歴は3回ある：逆鉾　龍八 → 橘　龍八 → 三ツ鱗　龍八 → 大淀　音右エ門　先述の通り、最後の大淀より、最初の逆鉾や特に3つ目の三ツ鱗の方が有名である。